# Gateway Geyser

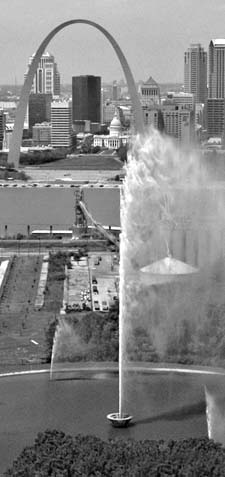
Le Gateway Geyser avec la Gateway Arch en fond.

Le Gateway Geyser est une fontaine située au bord du fleuve Mississippi dans le Malcolm W. Martin Memorial Park à East Saint Louis dans l'Illinois, juste en face de la Gateway Arch de Saint-Louis dans le Missouri.
Après le Jet d'eau du roi Fahd de Djeddah, le jet du Gateway Geyser est le deuxième plus grand du monde en allant à une hauteur d'environ 192 mètres.